# 天津社会主义青年团旧址
天津社会主义青年团旧址为1920年10月初，北洋大学学生张太雷在当时天津特别二区大马路（今河北区建国道91号）一家裁缝店的楼上成立的天津社会主义青年团的旧址。1991年8月2日，该旧址公布为天津市文物保护单位。该建筑现已拆除，目前为海河金湾公寓。